# Клецкий, Лев Михайлович
Лев Михайлович Клецкий (18.03.1903-25.12.1989) — советский учёный, экономист-аграрник, член-корреспондент ВАСХНИЛ (1966).

## Биография
Родился в с. Александровка Новотроицкого р-на Херсонской обл. Окончил Харьковский агроэкономический институт (1928).
- 1925—1928 лектор вечерней совпартшколы.
- 1928—1959 доцент, с 1930 профессор Харьковского СХИ им. В. В. Докучаева, одновременно директор (1930—1932), заведующий кафедрой экономики и организации сельского хозяйства (1928—1959).
- 1959—1962 академик-секретарь Отделения экономики и организации сельского хозяйства, член Президиума Украинской Академии с.-х. наук.
- 1962—1963 профессор Киевского института народного хозяйства.
- 1963—1982 профессор и зав. кафедрой организации сельского хозяйства Украинской с.-х. академии.

Научные исследования посвящены вопросам экономики и организации сельского хозяйства.
Доктор экономических наук (1957), профессор (1939), член-корреспондент ВАСХНИЛ (1966). Академик УСХА (1959).
Награждён орденами Трудового Красного Знамени (1958), «Знак Почета» (1953), медалями.
Публикации:
- Экономика социалистического сельского хозяйства: учеб. пособие для с.-х. вузов и техникумов Украины: пер. со 2 укр. изд. — Харьков: Изд-во Харьк. ун-та, 1958. — 349 с.